# Keutschach am See
Keutschach am See (slovenska: Hodiše ob jezeru)  är en ort och kommun i Österrike. Den ligger i distriktet Klagenfurt-Land i förbundslandet Kärnten, i den södra delen av landet, 240 km sydväst om huvudstaden Wien. 
Kommunen består av 15 orter (Ortschaften) (inom parentes invånarantal 1 januari 2024):

- Dobein (35)
- Dobeinitz (91)
- Höflein (156)
- Höhe (163)
- Keutschach (451)
- Leisbach (108)
- Linden (106)
- Pertitschach (201)
- Plaschischen (125)
- Plescherken (223)
- Rauth (293)
- Reauz (297)
- St. Margarethen (78)
- St. Nikolai (63)
- Schelesnitz (46)